# Ponce Grand Prix
Ponce Grand Prix – mityng lekkoatletyczny wchodzący w cykl zawodów World Challenge Meetings. Zawody te rozgrywane są w Ponce na stadionie Estadio Francisco Montaner.
Stadion Estadio Francisco Montaner był gospodarzem mistrzostw ibero-amerykańskich w lekkoatletyce w 2006 roku, kiedy to po złoty medal sięgał Javier Culson – brązowy medalista Igrzysk Olimpijskich z Londynu.